# Bóg

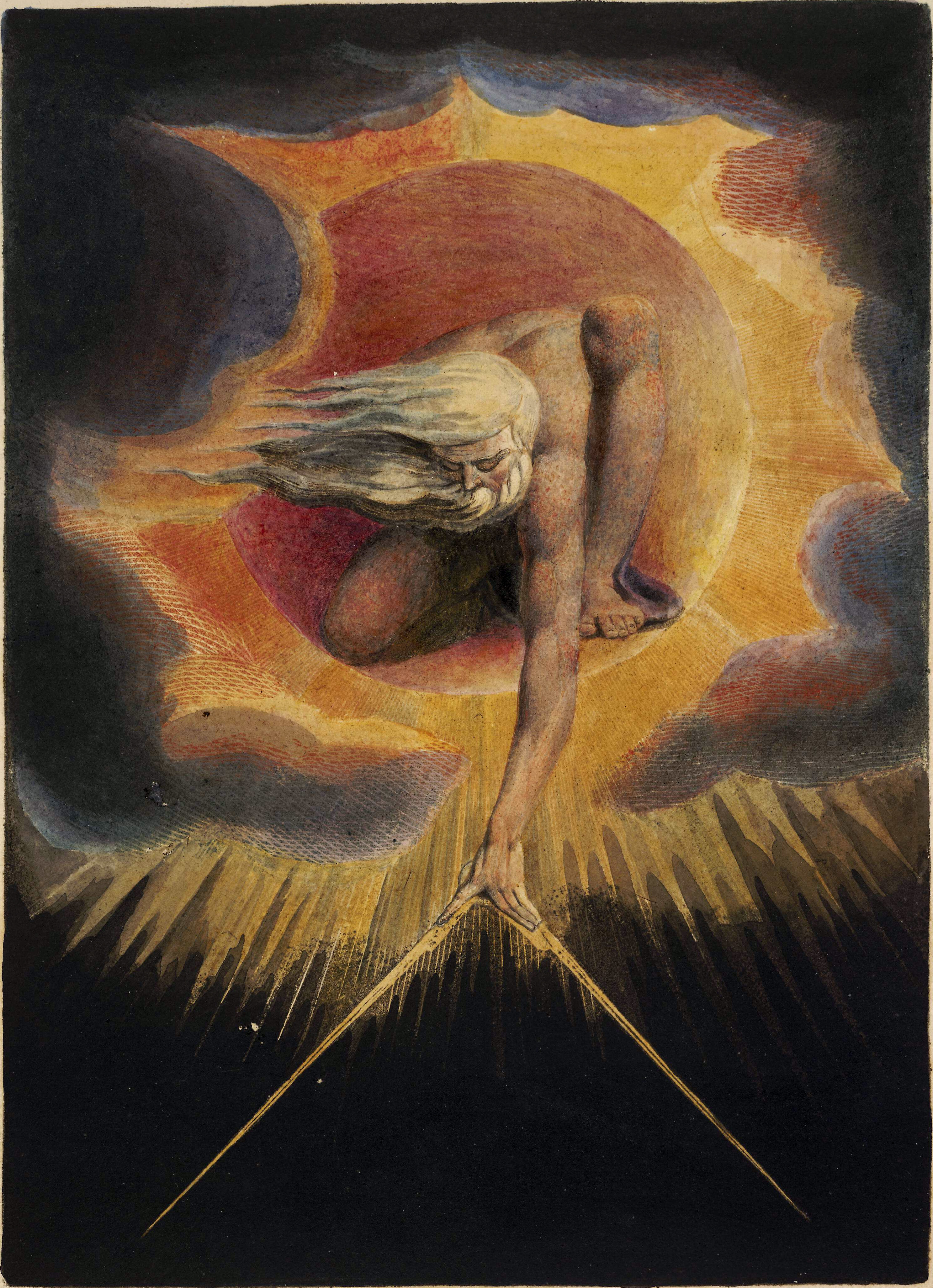
William Blake – Bóg stwarzający świat, Muzeum Brytyjskie

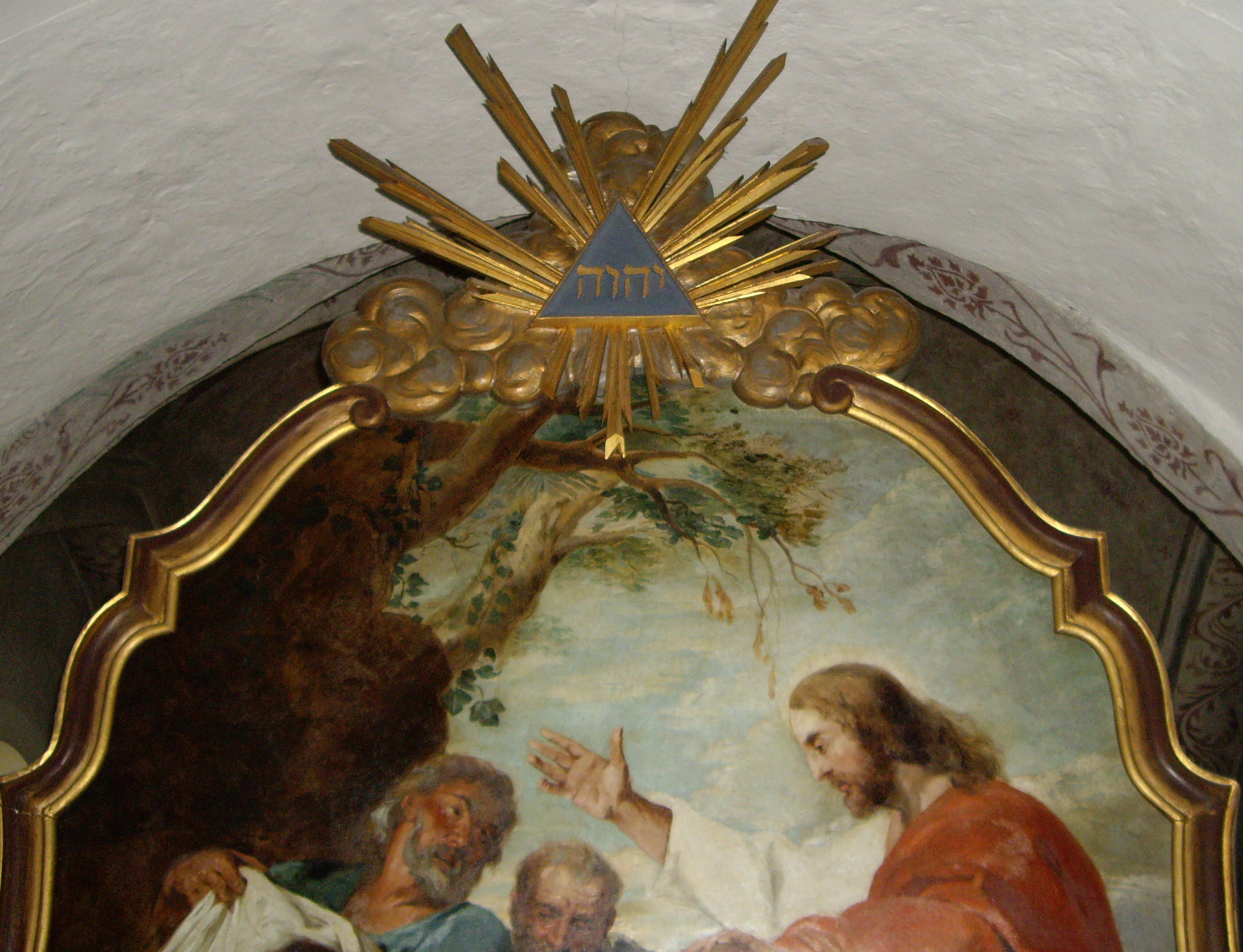
tetragram JHWH nad obrazem Jezusa

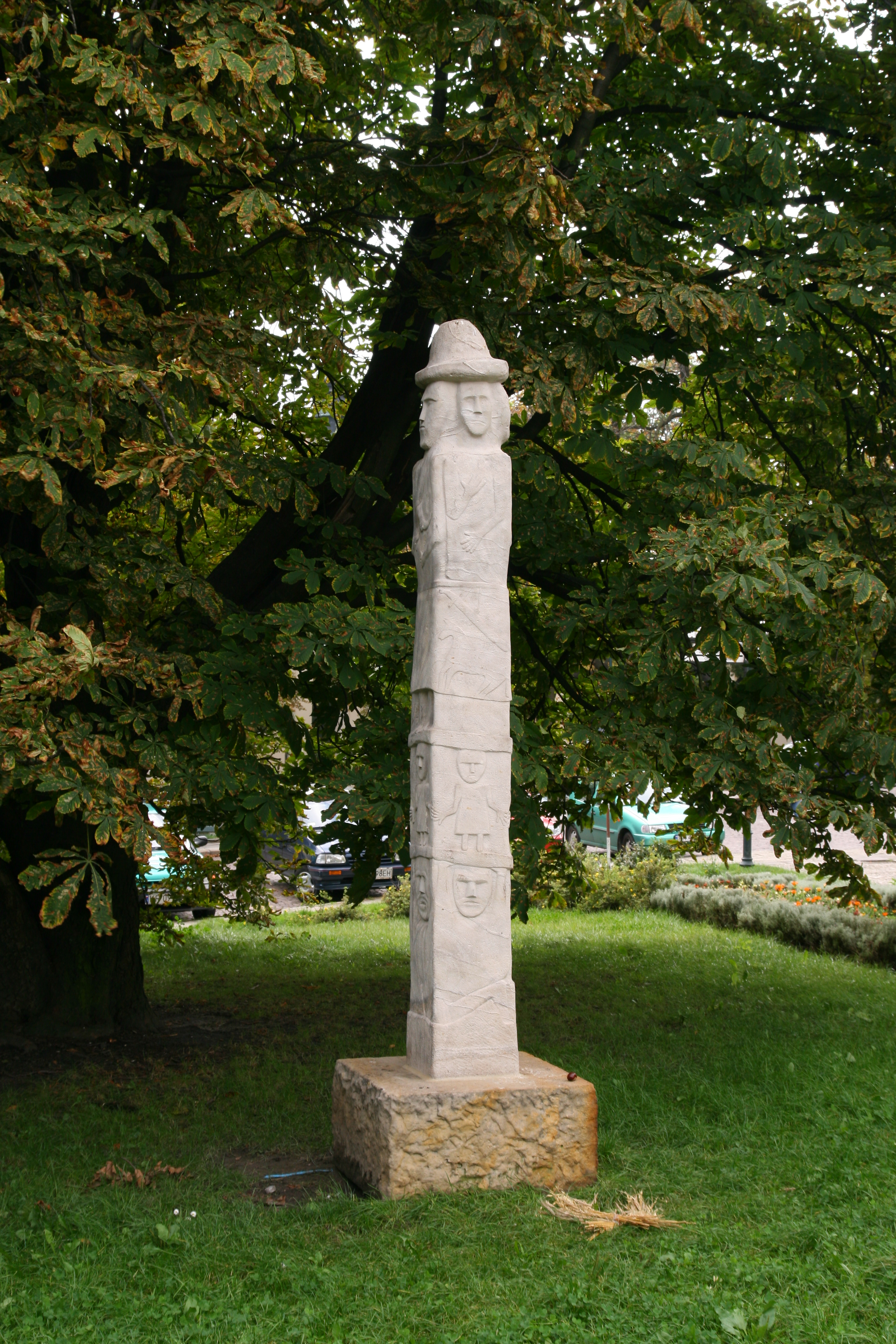
Posąg z wyobrażeniami słowiańskich bogów – Światowid ze Zbrucza. Kopia obok Wawelu. Kraków

Kaligrafia słowa Allah

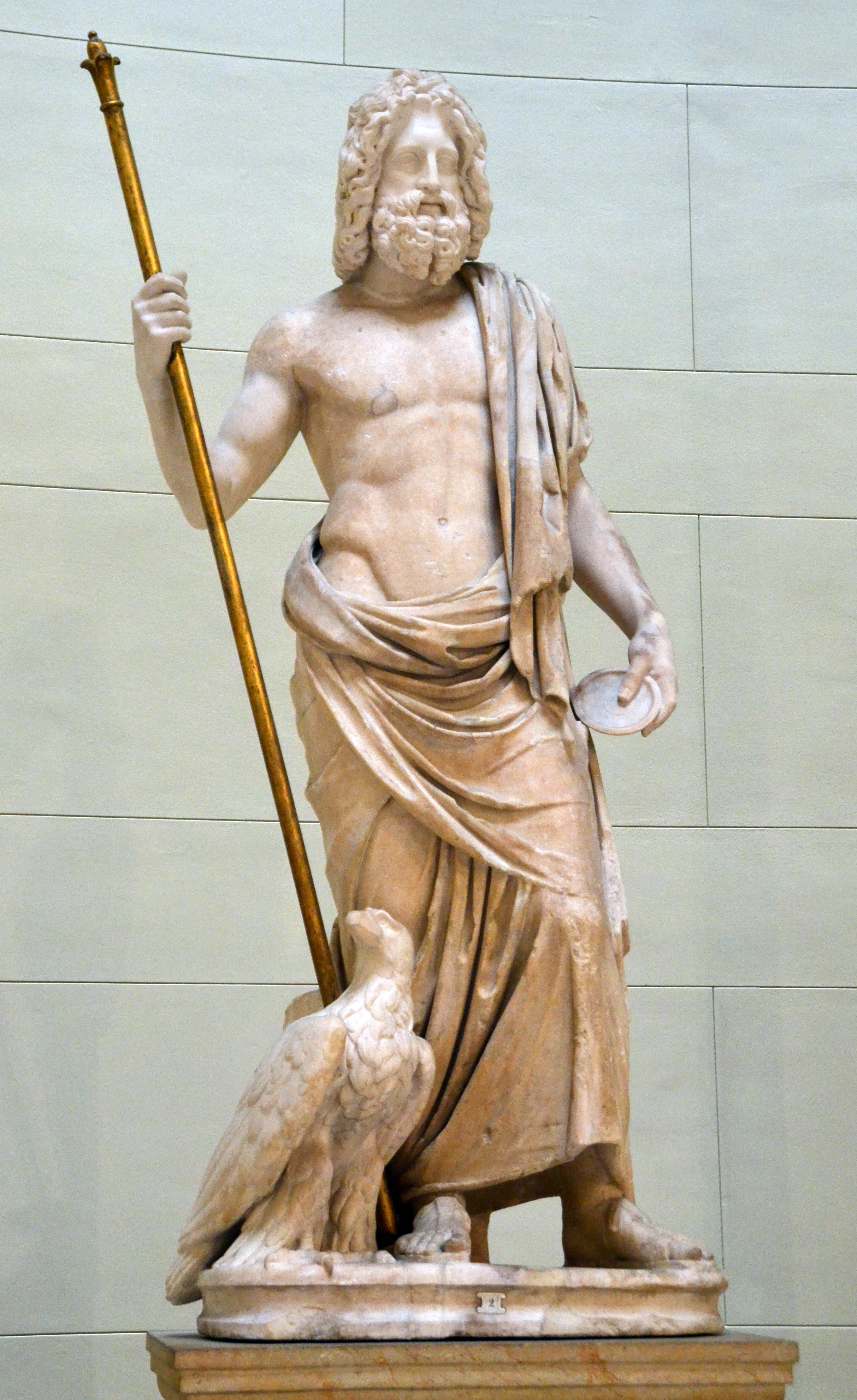
Zeus, posąg antyczny

Bóg lub bóstwo – istota nadprzyrodzona, której istnienie (w jednej postaci bądź wielu) uznaje większość religii. Bóg jest przedmiotem zainteresowania teologii i filozofii, gdzie jest uważany za zagadnienie metafizyczno-egzystencjalne. Ze względu na duże zróżnicowanie rozumienia tego pojęcia, trudno jest o jego jednoznaczną definicję (co dodatkowo utrudniają założenia teologiczne związane z tym zagadnieniem, pochodzące z poszczególnych religii). Jako najbardziej różniące się od siebie, należy wyodrębnić definicje używane przez religie politeistyczne, henoteistyczne i monoteistyczne, deizm, panenteizm i panteizm.
Najbardziej powszechnie pod pojęciem bóg rozumie się określenie istot będących przedmiotem kultu religijnego. Czasem bogami określa się tylko niektóre (najważniejsze) z tych istot, dla innych rezerwując inne określenia (np. półbóg, heros, demon, duch, święty, anioł). W niektórych religiach istotom nadprzyrodzonym przypisywane są cechy płci żeńskiej, istotę taką określa się słowem bogini.
Słowo bóg pisane małą literą oznacza bogów, których może być wielu (synonimy: bóstwo, bożek, bożyszcze), natomiast w religiach monoteistycznych słowo to jest traktowane jako nazwa własna (imię) i jest pisane wielką literą.

## Etymologia
Słowo „bóg” jest związane z irańskim terminem baga i słowiańskim bog powiązanym z dobrem, bogactwem, jak i jego nadprzyrodzonym dawcą. Badania językoznawców stwierdziły istnienie w języku polskim szeregu zapożyczeń scytyjsko-irańskich z dziedziny terminologii wierzeń religijnych, jak właśnie słowo „bóg” – dawca bogactwa, szczęśliwego losu. Natomiast nazwa jednego z czołowych bóstw słowiańskich, Swaroga, wydaje się właśnie irańskim zapożyczeniem, swar bowiem w sanskrycie oznacza blask, niebo, światłość niebieską i słońce, choć trudno nie dostrzec w nazwie tego bóstwa rodzimego rdzenia war, oznaczającego gorąco, żar.

## Pojęcie bóstwa w filozofii i nauce
Arystoteles, badając świat przyrody, doszedł do wniosku, że musi istnieć pierwsza przyczyna (nieruchomy poruszyciel), która posiada cechy boskie: niezmienność, niezłożoność, niematerialność, duchowość, rozumność, celowość, jedyność, konieczność, doskonałość. W ten sposób doszedł do monoteizmu: skoro istnieje świat, to istnieje też Bóg. Do zbliżonych wniosków doszedł też Platon. Z poznania świata wywiódł on pojęcie Demiurga, czyli rozumnego i dobrego stwórcy. Pomimo podobieństw, cechy bytu najwyższego Arystotelesa fundamentalnie odróżniają go od wizji występujących w judaizmie, chrześcijaństwie i islamie.
Nowożytna nauka przyjmuje odgórnie naturalizm metodologiczny, nie zajmując się istnieniem boga (nie potwierdzając go ani mu nie zaprzeczając).
Psychologia, religioznawstwo, antropologia poruszają temat kształtowania się obrazu Boga (bogów) w ujęciu psychologicznym, kulturowym, historycznym. Carl Gustav Jung wprowadza pojęcie jaźni – archetypu całości, jedności psychicznej, nazywając go obrazem Boga, natomiast w archetypowym obrazie ojca widział obok siebie pozytywne i negatywne elementy. Do istotnych cech archetypu ojca zaliczał wielorakie aktywności i agresje, natrętność, dobitność, destruktywność, niszczenie i pasjonującą owocność, przekonywalność i skuteczność. Bóg według Zygmunta Freuda jest: wywyższonym ojcem (exalted father), przemienieniem ojca (transfiguration of father), podobizną/postacią ojca (likeness of father), sublimacją ojca (sublimation of father), surogatem (obiektem zastępczym) ojca (surrogate of father), substytutem ojca (substitute of father), kopią/imitacją ojca (copy of father). Religioznawcy i antropolodzy podnoszą kwestię obrazu Boga (bogów) jako personifikacji sił natury lub nadprzyrodzonych (np. James George Frazer oraz Gerardus van der Leeuw).

### Ateizm i agnostycyzm
Istnieniu boga zaprzecza ateizm. Poglądy agnostyczne głoszą niemożliwość dowiedzenia się, czy bóstwa istnieją, czy też nie.

## Definicje
Powszechnie akceptowane wyjaśnienie, czym jest bóstwo / bóg, nie istnieje. Rozumienie tego pojęcia znacznie różni się między kulturami. Huw Owen twierdzi, że terminy „bóstwo, bóg i ich odpowiedniki w innych językach” mają oszałamiającą rozpiętość znaczeń i wagi – od „nieskończonego, transcendentalnego bytu, który stworzył wszechświat i nim włada” (Bóg), przez „skończoną istotę lub doświadczenie o wyjątkowej wadze lub które przywołuje wyjątkowe uczucia” (bóg) czy „religijną lub filozoficzną ideę związaną z naturą, siłami wyższymi lub sferą duchową”, aż do „wielu innych zastosowań”.
Zazwyczaj bóstwo określane jest jako coś nadnaturalnego lub boskiego, co przejawia się w ideach i wiedzy w formie łączącej doskonałość w kilku lub wszystkich aspektach, walkę ze słabością i problemami w innych aspektach, heroizm w poglądach i działaniach oraz skrępowanie emocjami i pragnieniami. W innych przypadkach za bóstwo uznaje się zasadę lub rzeczywistość, jak na przykład ideę „duszy”. Przykładowo hinduskie Upaniszady charakteryzują Atmana (duszę, ja) jako dewa (bóstwo), co prowadzi do twierdzeń, że dewa i wieczna, najwyższa zasada (Brahman) są częścią wszystkich żyjących istot; dusza jest spirytualna i boska; samopoznanie jest równie poznaniu tego, co najwyższe.
Teizm to wiara w istnienie jednego boga-bóstwa lub kilku. Politeizm to wiara i czczenie kilku bogów-bóstw, którzy są zazwyczaj zebrani w panteon bogów i bogiń, wraz z towarzyszącymi im rytuałami[47]. W większości religii politeistycznych różni bogowie i boginie reprezentują siły natury lub zasady przodków i mogą być postrzegani jako autonomiczni albo jako aspekty lub emanacje boga-stworzyciela lub transcendentalnej zasady absolutnej (teologie monoteistyczne), która przejawia się immanentnie w przyrodzie. Henoteizm akceptuje istnienie więcej niż jednego boga-bóstwa, ale uważa wszystkich bogów-bóstwa za równoważne reprezentacje lub aspekty tej samej najwyższej, boskiej zasady. Monolatria to przekonanie, że istnieje wiele bogów-bóstw, ale tylko jeden z nich może być prawomocnie czczony.
Monoteizm to przekonanie, że istnieje tylko jeden bóg-bóstwo. Monoteistyczny bóg-bóstwo, znany jako „Bóg”, jest zwykle opisywany jako wszechmocny, wszechobecny, wszechwiedzący, wszechdobry i wieczny. Jednak nie każdy bóg-bóstwo jest postrzegany w ten sposób – nie musi posiadać tych wszystkich cech, aby można go było kwalifikować jako bóstwo.
Deizm to wiara w istnienie jednego boga-bóstwo, który stworzył wszechświat, ale zazwyczaj w niego nie ingeruje. Deizm był szczególnie popularny wśród Zachodniej inteligencji w XVIII i XIX wieku. Panteizm to wiara, że sam wszechświat jest Bogiem lub że wszystko składa się na wszechogarniające, immanentne bóstwo. Pandeizm to pogląd plasujący się między deizmem i panteizmem. Opiera się na przekonaniu, że stwórca stał się panteistycznym wszechświatem. Panenteizm to wiara, że boskość przenika wszechświat, ale także go przekracza. Agnostycyzm bazuje na przekonaniu, że nie można na pewno wiedzieć, czy istnieje jakiekolwiek bóstwo. Ateizm to brak wiary w istnienie jakiegokolwiek bóstwa.

## Prehistoria
Na podstawie inskrypcji i sztuki okresu prehistorycznego, m.in. malowideł naściennych, uczeni wnioskują, że prawdopodobnie wierzono wówczas w istnienie bogów-bóstw. Pozostaje jednak niejasne, czym tak naprawdę te szkice i malunki były oraz dlaczego powstały. Niektóre z nich przedstawiają zwierzęta, myśliwych czy rytuały. Swego czasu archeologowie powszechnie interpretowali praktycznie każde przedstawienie postaci żeńskiej z okresu prehistorycznego jako reprezentację pojedynczej, pierwotnej bogini, która miałaby być przodkinią historycznie poświadczonych bogiń, takich jak Isztar, Astarte, Kybele i Afrodyta. Podejście to zostało jednak ogólnie zdyskredytowane. Współcześni archeologowie uznają, że niemożliwe jest jednoznaczne zidentyfikowanie przedstawień z okresu prehistorycznego jako reprezentacji bogów-bóstw, a tym bardziej bogiń. Niemniej jednak możliwe jest dokonanie indywidualnej oceny starożytnych przedstawień i określenie, na ile prawdopodobne jest, że przedstawiają one bóstwa. Wenus z Willendorfu, figurka przedstawiająca postać kobiecą i datowana na około 25 000 lat p.n.e., przez niektórych została uznana za przykład prehistorycznej kobiety-bóstwa. W wiosce Ajn Ghazal odkryto wiele przedstawień, które mogą być reprezentacjami bogów-bóstw. Z kolei dzieła sztuki z Çatalhöyük prawdopodobnie ujawniają odniesienia do złożonej mitologii.

## Religie i kultury

### Afryka Sub-Saharyjska
Zróżnicowane kultury afrykańskie na przestrzeni swojej historii wykształciły teologię i koncepcje bóstw. Na przykład w Nigerii i sąsiednich krajach Afryki Zachodniej w religii Joruba występują dwa znaczące bóstwa (lokalnie nazywane Òrìṣà) – bóg Ogun i bogini Osun. Ogun jest pierwotnym bóstwem męskim, a także arcybóstwem i opiekunem zawodów związanych m.in. z wytwarzaniem i używaniem narzędzi, obróbką metalu, polowaniem, wojną, ochroną oraz ustalaniem równości i sprawiedliwości. Osun jest równie potężnym pierwotnym bóstwem kobiecym i wielowymiarową opiekunką płodności, wody, macierzyństwa, zdrowia, relacji społecznych, miłości i pokoju. Tradycje związane z kultem boga Ogun i bogini Osun zostały przywiezione do obu Ameryk na statkach niewolniczych. Afrykanie zachowali je w społecznościach plantacyjnych, a ich święta są nadal przestrzegane.
Podobna para bóstw powiła się w kulturach południowoafrykańskich, często przybierając formę bóstw Księżyca i Słońca. W jednej z południowoafrykańskich kosmologii składa się z boga-bóstwa (Hieseba lub Xuba), złych duchów (Gaune) i ludzi (Khuene). Hieseba obejmuje Nladiba (mężczyznę, stwórczego boga nieba) i Nladisara (kobiety, dwie żony Nladiba). Żeńskie bóstwo Słońca i męskie bóstwo Księżyca uznawane są za potomstwo Nladiba i dwóch Nladisara. Słońce i Księżyc są postrzegane jako manifestacje najwyższego bóstwa. Otacza się je ich własnym kultem. W innych kulturach afrykańskich Słońcu przypisywany jest pierwastek męski, a Księżycowi żeński i oba uważane są za symbole boga-bóstwa. W Zimbabwe najwyższy bóg-bóstwo (Mwari Shona) przedstawiany jest jako androgyniczny, dający deszcz, patronujący światłu i ciemności. W rejonie Jeziora Wiktorii Lubaale (zamiennie Jok) jest określeniem oznaczającym boga-bóstwo.

### Starożytna Azja Zachodnia

#### Egipt
W starożytnym Egipcie czczono liczne bóstwa. Egipskie zapisy i inskrypcje wymieniają imiona wielu, których natura jest nieznana i czynią niejasne odniesienia do innych nienazwanych bóstw. Egiptolog James P. Allen szacuje, że w egipskich tekstach występuje ponad 1 400 bóstw, Christian Leitz z kolei ilość egipskich bóstw określił jako “tysiące na tysiącach”. Bóstwa męskie określano mianem nṯr (bóg), a żeńskie – nṯrt (bogini). Terminy te mogły się jednak odnosić także do wszelkich istot – duchów i zmarłych, choć nie demonów – które w jakiś sposób znajdowały się poza sferą życia codziennego. Egipcjanie swoim bóstwom zazwyczaj przypisywali odpowiednie kulty, role i mitologie.
W Tekstach Piramid i w starożytnych świątyniach Egiptu wyróżnia się 200 bogów-bóstw. Wiele z nich przybierało formy zoomorficzne. Wśród nich byli Min (bóg płodności), Neith (bogini stwórczyni), Anubis, Atum, Bes, Horus, Izyda, Ra, Meretseger, Nut, Ozyrys, Szu, Sia i Thot. Większość egipskich bogów-bóstw reprezentowała zjawiska naturalne, obiekty fizyczne lub społeczne aspekty życia i stanowiła ukryte siły immanentne w obrębie tych zjawisk. Przykładowo bóg Szu reprezentował powietrze, bogini Meretseger – części ziemi, a bóg Sia – abstrakcyjne moce percepcji. Z kolei bogowie Ra i Ozyrys kojarzeni byli z osądzaniem zmarłych i opieką nad nimi w czasie życia pozagrobowego. Główni bogowie często pełnili wiele ról i byli zaangażowani w wiele zjawisk.
Pierwsze pisemne dowody na istnienie bóstw pochodzą z początku III tysiąclecia p.n.e., prawdopodobnie wywodząc się z wierzeń prehistorycznych. Wysublimowany system bogów-bóstw powstał jednak po uformowaniu państwa egipskiego pod rządami faraonów, których traktowano świętych królów i którym przysługiwało wyłączne prawo do interakcji z bogami-bóstwami, w późniejszej części III tysiąclecia p.n.e. W pierwszych wiekach naszej ery Egipcjanie wchodzili w interakcje z sąsiednimi kulturami i niekiedy adaptowali ich bóstwa do swojego kultu.